# Huracán Adrian (2011)
El huracán Adrián fue un huracán intenso, aunque de corta duración, de categoría 4 al inicio de la temporada, que trajo fuertes lluvias y olas altas a México en junio de 2011, durante la temporada de huracanes del Pacífico de ese año. Adrián se originó en una zona de tiempo alterado que se había desarrollado a principios de junio, frente a la costa del Pacífico mexicano. El 7 de junio, adquirió una estructura lo suficientemente organizada con convección profunda como para ser clasificado como ciclón tropical, y el Centro Nacional de Huracanes (NHC) lo designó como depresión tropical Uno-E, la primera de 2011. Se fortaleció aún más, hasta convertirse en tormenta tropical ese mismo día. Adrián se movió con lentitud, describiendo una breve curva hacia el norte tras ser alcanzado por los vientos de dirección. Tras una intensificación constante, se convirtió en huracán el 9 de junio. Posteriormente, la tormenta entró en una fase de rápida intensificación, desarrollando un ojo distintivo con buena salida en todos los cuadrantes. Seguido de este período de rápida intensificación, obtuvo vientos sostenidos lo suficientemente rápidos como para ser considerado un huracán mayor y alcanzó su intensidad máxima como huracán de categoría 4 esa misma noche. 
Adrian se debilitó del 10 al 12 de junio debido a la persistencia de una cizalladura vertical del viento en sus inmediaciones. El 11 de junio se degradó a tormenta tropical a medida que su estructura, antes organizada, se deterioraba, y al día siguiente se convirtió en depresión tropical. Posteriormente, Adrian se desintegró en una zona remanente de baja presión con muy poca convección, desplazada al noreste del centro de bajo nivel. La degeneración continuó y Adrian se desintegró en un remolino de nubes bajas, que se desplazaba hacia el noroeste. Dado que Adrian permaneció en el mar, sus efectos en las costas fueron limitados. Se desconocen los daños, si los hubo, y no se reportaron víctimas mortales a causa de Adrian.

## Historia meteorológica
El 3 de junio se formó una baja superficie en un área de clima alterado que existía a varios cientos de millas al sursureste de Acapulco, México, durante los primeros días de junio. El Centro Nacional de Huracanes (NHC) anticipó el desarrollo lento de este sistema. Permaneciendo casi estacionario, logró producir algunas lluvias y tormentas eléctricas desorganizadas. Las condiciones ambientales favorables permitieron una organización gradual y la convección se hizo más definida el 5 de junio. Posteriormente adquirió una estructura suficientemente organizada para ser reconocido como un ciclón tropical y el Centro Nacional de Huracanes (NHC) inició avisos sobre la recién formada depresión tropical Uno-E a las 1200 UTC del 7 de junio mientras se encontraba a unas 365 millas (590 km) al sur de Acapulco, México.
Como depresión tropical, estaba situada sobre temperaturas superficiales del mar cálidas de alrededor de 30 °C (86 °F). La cizalladura del viento en los niveles superiores en sus proximidades fue mínima, lo que también favoreció la intensificación. Como resultado, la depresión tropical continuó organizándose mejor, con una gran banda de lluvia extendiéndose hacia el oeste de la circulación. Basándose en la apariencia mejorada en las imágenes satelitales, se estima que la depresión se intensificó hasta convertirse en tormenta tropical Adrian a las 0000 UTC del 8 de junio, doce horas después de su formación. Atrapado brevemente entre vientos suaves, Adrian siguió rumbo al nornoroeste. La convección profunda continúa aumentando; el Centro Nacional de Huracanes (NHC) revaluó la intensidad a 60 mph (95 km/h) alrededor de las 09:00 UTC. Al caer la noche, la formación similar a un ojo se transformó en un denso cielo nublado central (CDO) y alrededor de las 0000 UTC del 9 de junio, el Centro Nacional de Huracanes (NHC) elevó a Adrian a huracán mínimo al alcanzar vientos sostenidos de 80 mph (130 km/h) .
Más tarde ese día, se formó un ojo bien definido debajo del CDO y las cimas de las nubes circundantes alcanzaron temperaturas inferiores a -80 °C (-112 °F), lo que indica que hay intensificación. Adrian se profundizó rápidamente y durante las siguientes 24 horas, se estima mediante observaciones satelitales que los vientos aumentaron de 80 mph (120 km/h) a 140 mph (240 km/h) y su presión barométrica disminuyó en 43 mbar (hPa; 1,27 inHg), pasando de un huracán de categoría 1 a un huracán de categoría 4 en la escala de huracanes de Saffir-Simpson (SSHS). Durante ese tiempo, su ojo se hizo más nítido y el flujo de salida del nivel superior era simétrico. Durante la mayor parte del 9 de junio, Adrian comenzó a transformarse en un huracán anular, mostrando un ojo grande y circular de alrededor de 40 kilómetros (25 millas) de diámetro, desprovisto de cualquier banda convectiva.
Contrariamente a las predicciones previas del NHC, Adrián continuó intensificándose y alcanzó su intensidad máxima alrededor de las 00:00 UTC del 10 de junio, mientras se encontraba a unas 320 millas (515 km) al sursudoeste de Manzanillo, México. Cuando Adrian alcanzó su punto máximo, tenía vientos máximos sostenidos de 140 mph (220 km/h) y una presión barométrica estimada en 944 mbar (hPa; 27,88 inHg). Más tarde esa mañana, la convección asociada con el Adrian había disminuido. Inicialmente, el Centro Nacional de Huracanes (NHC) sugirió que podría ocurrir un debilitamiento lento debido a temperaturas del agua progresivamente más frías. Para entonces, Adrian también comenzó a moverse hacia un entorno más estable con cizalladura del viento del oeste más fuerte, lo que es altamente desfavorable para los ciclones tropicales que lo sostienen. El 11 de junio, el ojo de Adrian desapareció por completo de las imágenes satelitales y ya no mantenía su estructura simétrica. Guiado por una dorsal de niveles bajos a medios sobre el noreste del Pacífico, Adrian viró hacia el oeste, atravesando temperaturas de la superficie del mar inferiores a 26,5 °C (79,7 °F).
Adrian se deterioró más rápido de lo previsto debido a un aumento inesperado en la cizalladura del viento y se debilitó hasta convertirse en tormenta tropical alrededor de las 1800 UTC del 11 de junio. Pronto, Adrian degeneró en un remolino denso de nubes bajas con una convección profunda muy limitada. Las ráfagas intermitentes de convección profunda mantuvieron las estimaciones de intensidad del satélite en 65 km/h, deteniendo brevemente el proceso de debilitamiento. El debilitamiento se reanudó y Adrián degeneró en una depresión tropical seis horas más tarde, para luego decaer en un área remanente de baja presión alrededor de las 1200 UTC del 12 de junio mientras se encontraba a unas 585 millas (940 km) al suroeste del extremo más meridional de la península de Baja California. Desprovisto de cualquier convección, el remanente de baja presión de Adrian continuó moviéndose hacia el oeste durante aproximadamente dos días, hasta que se disipó gradualmente, a medida que la circulación de bajo nivel se abrió en una superficie sin viento.

## Preparativos e impactos
A medida que Adrián se convertía en un huracán de gran magnitud frente a las costas de México, el Servicio Meteorológico Nacional de México emitió una alerta de tormenta tropical para la costa suroeste de México, desde Acapulco hasta Punta San Telmo. La alerta de tormenta tropical entró en vigor a las 15:00 UTC del 8 de junio y se suspendió a las 03:00 UTC del 9 de junio. A pesar de estas alertas, no se observaron vientos con fuerza de tormenta tropical en la costa de México. El Servicio Meteorológico Nacional de México también emitió alertas de lluvias fuertes para Colima, Michoacán y Guerrero. El sistema de protección civil mexicano declaró alerta verde (riesgo bajo) para estos tres estados. Además, se emitió alerta azul (riesgo mínimo) para la costa de Nayarit y Oaxaca.
A lo largo de la costa suroeste de México, Adrián envió olas de hasta 4 metros de altura, generando oleaje y mar agitado. Las columnas de humedad de las bandas de lluvia externas de Adrián provocaron fuertes lluvias en los estados mexicanos de Oaxaca, Guerrero y Michoacán. En el lago de Chapala se registraron hasta 54 mm de precipitación en un período de 24 horas. De manera similar, una estación meteorológica en Tequisistlán, Oaxaca, registró 51 mm (2,02 pulgadas) de acumulación de lluvia. Se recomendó a los barcos que viajaban en las cercanías de Adrian que tuvieran mucho cuidado, ya que Adrian se encontraba paralelo a la costa mexicana.En general, Adrian tuvo efectos limitados en la tierra ya que permaneció en las aguas abiertas del Pacífico, por lo que no hubo informes de daños notables o víctimas como resultado de Adrian.